# Nu Gælder Det Danmark!
Nu Gælder Det Danmark! (De danske Statsministres Nytårstaler) er en bog skrevet af Eva Fischer Mellbin og Franz-Michael Skjold Mellbin, og udgivet på forlaget Lindhardt & Ringhof i 2011.
Bogen er en danmarkshistorie med statsministrenes nytårstaler, som den røde tråd, og indeholder blandt andet interviews med samtlige nulevende statsministre (Anker Jørgensen, Poul Schlüter, Anders Fogh Rasmussen, Lars Løkke Rasmussen). Forfatterne sætter talerne i et politisk, historisk og personligt perspektiv gennem en række essays forud for hver enkelt nytårstale. Nu Gælder Det Danmark! indeholder samtidig den første komplette samling af danske statsministres nytårstaler.
Den første nytårstale i bogen er Thorvald Staunings nytårstale fra 1940, hvori statsministeren, i skyggen af Sovjetunionens angreb på Finland, i 1939, blandt andet udtrykker svindende tro på at neutralitetspolitikken vil kunne holde Danmark ude af 2. verdenskrig. Den sidst omtalte nytårstale er Lars Løkke Rasmussens nytårstale fra 2011, hvori statsministeren blandt andet lagde op til en afskaffelse af efterlønnen.
Bogen fik positiv omtale ved udgivelsen.